# Walter Prinsen
Walter Prinsen (19 december 1930) is een Belgische gewezen atleet, die gespecialiseerd was in het hordelopen en het polsstokhoogspringen.

## Biografie
Prinsen verbeterde in 1953 het Belgisch record in het polsstokhoogspringen van Fernand Degens tot 3,90 m. Het jaar nadien deed hij nog twee centimeter beter. In 1955 werd hij voor het eerst Belgisch kampioen. Het jaar nadien verbeterde hij het record van Jacques Pirlot tot 4,10 m.
In 1956 behaalde Prinsen ook de titel op de 110 m horden.

### Clubs
Prinsen was aangesloten bij Beerschot AC.

## Belgische kampioenschappen
| Onderdeel            | Jaar |
| -------------------- | ---- |
| 110 m horden         | 1956 |
| polsstokhoogspringen | 1955 |

## Persoonlijke records
| Onderdeel            | Prestatie | Datum           | Plaats    |
| -------------------- | --------- | --------------- | --------- |
| 110 m horden         | 15,2 s    | 5 augustus 1956 | Brussel   |
| polsstokhoogspringen | 4,10 m    | 24 juni 1956    | Antwerpen |

## Palmares

### 110 m horden
- 1954:  BK AC – 15,4 s
- 1955:  BK AC – 15,3 s
- 1955:  Interl. Ned.-België te Den Haag - 15,2 s
- 1956:  BK AC – 15,2 s

### polsstokhoogspringen
- 1954:  BK AC – 3,80 m
- 1955:  BK AC – 3,80 m
- 1956:  BK AC – 3,80 m
- 1957:  BK AC – 4,00 m
- 1957: 4e interl. België-Ned. te Antwerpen - 3,60 m
- 1959:  BK AC – 3,80 m
- 1963:  BK AC – 3,80 m
- 1964:  BK AC – 4,00 m